# Tetramorium marginatum
Tetramorium marginatum är en myrart som beskrevs av Auguste-Henri Forel 1895. Tetramorium marginatum ingår i släktet Tetramorium och familjen myror. Inga underarter finns listade i Catalogue of Life.

## Bildgalleri

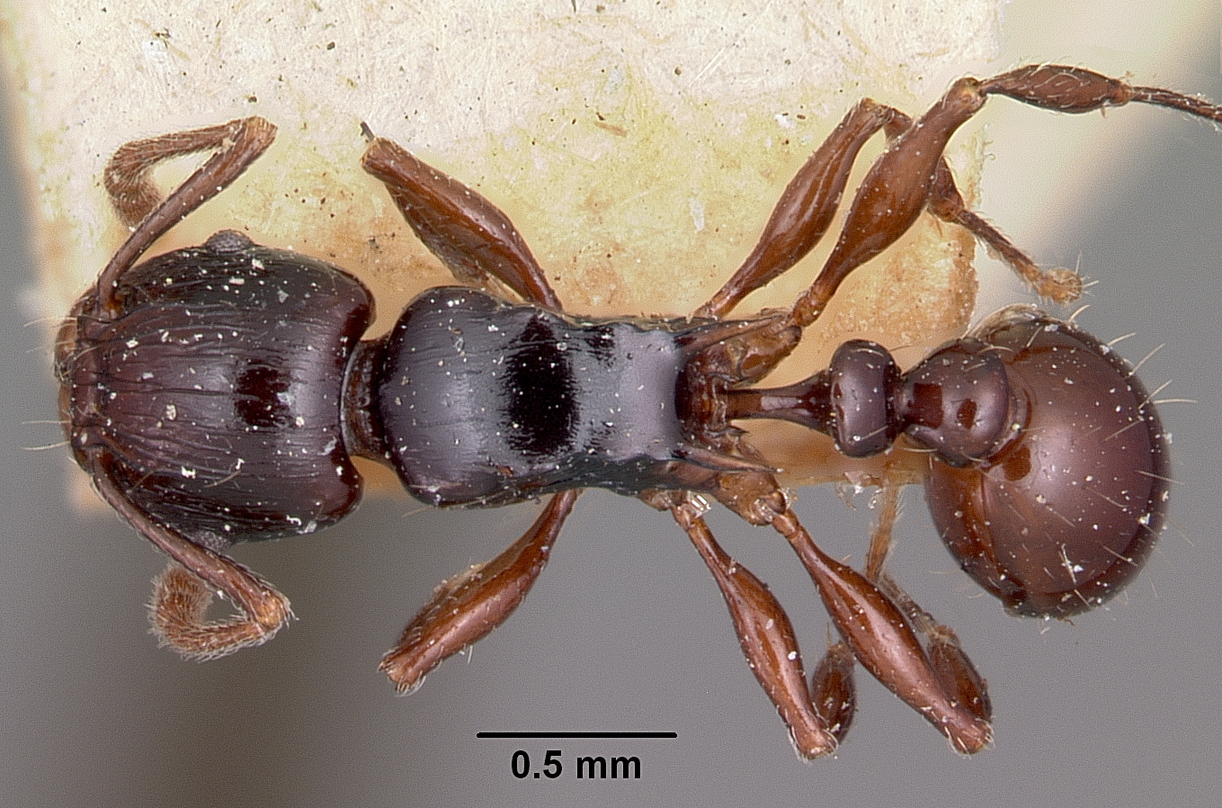
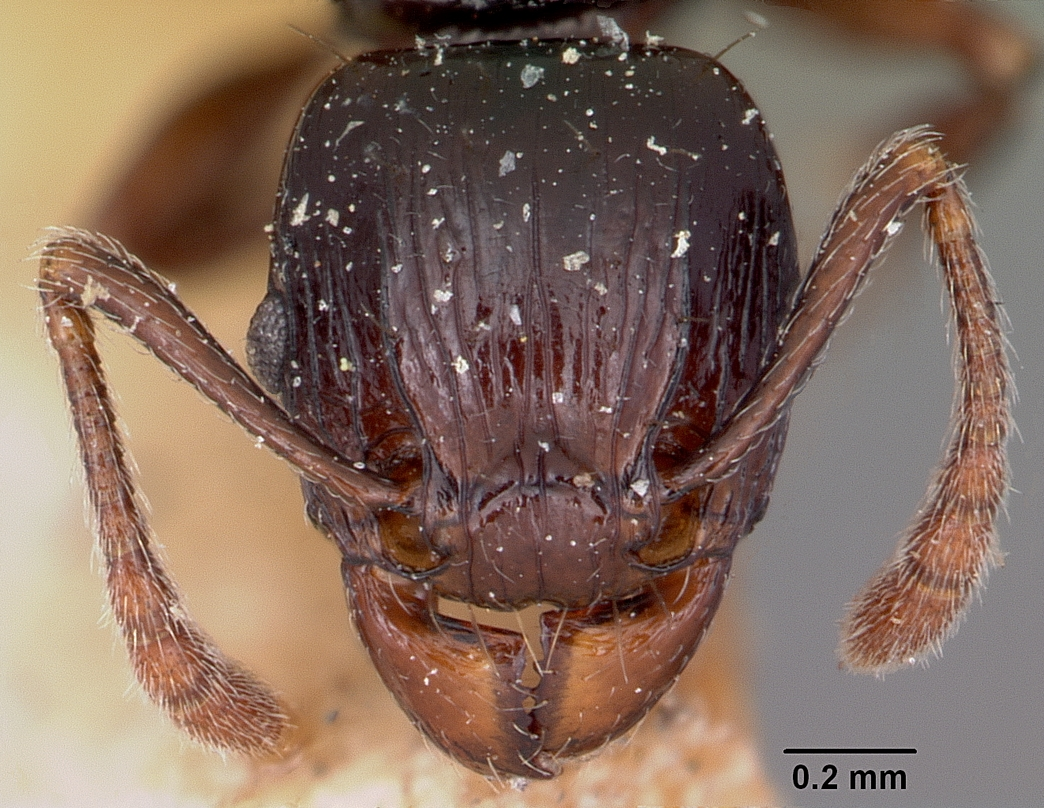
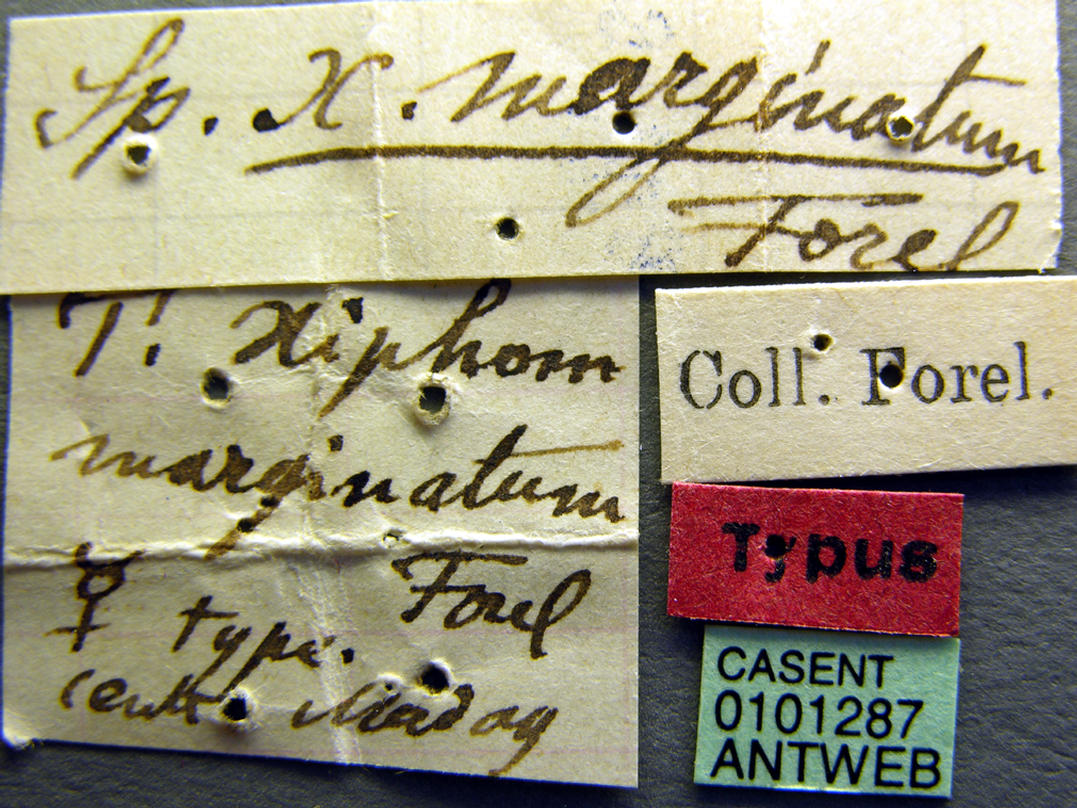
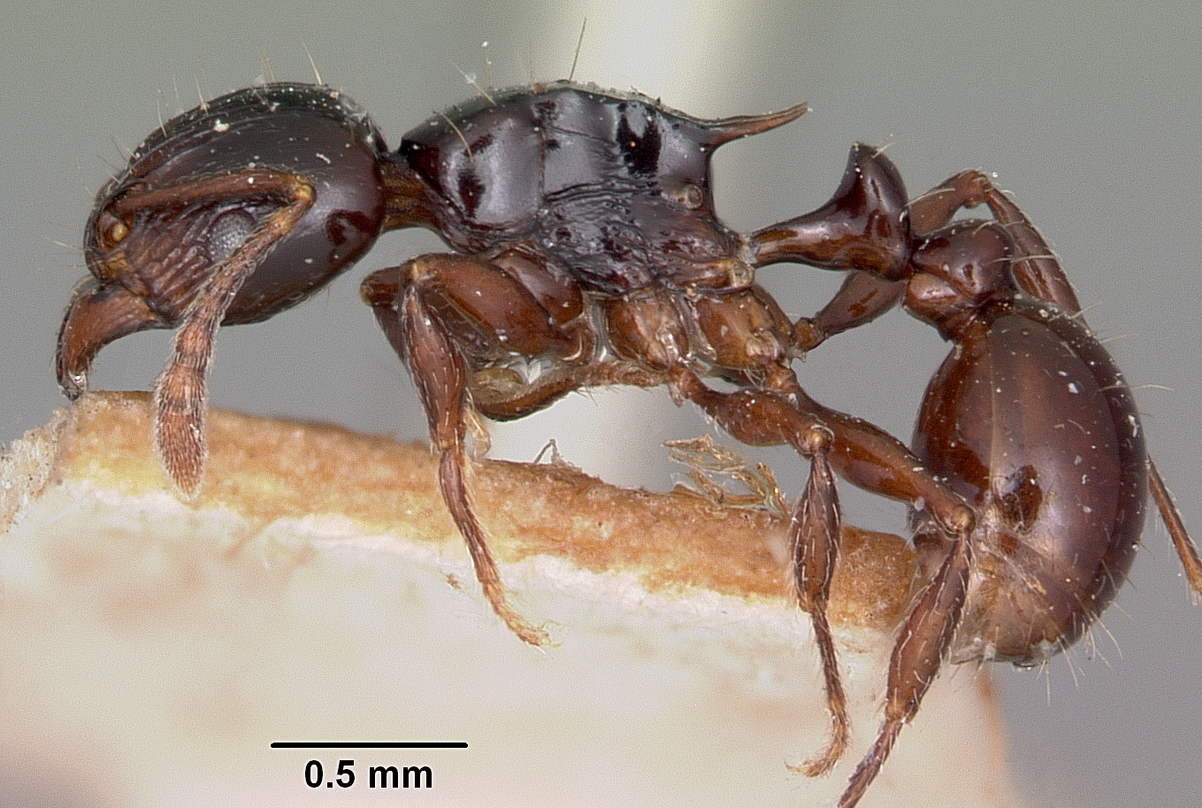
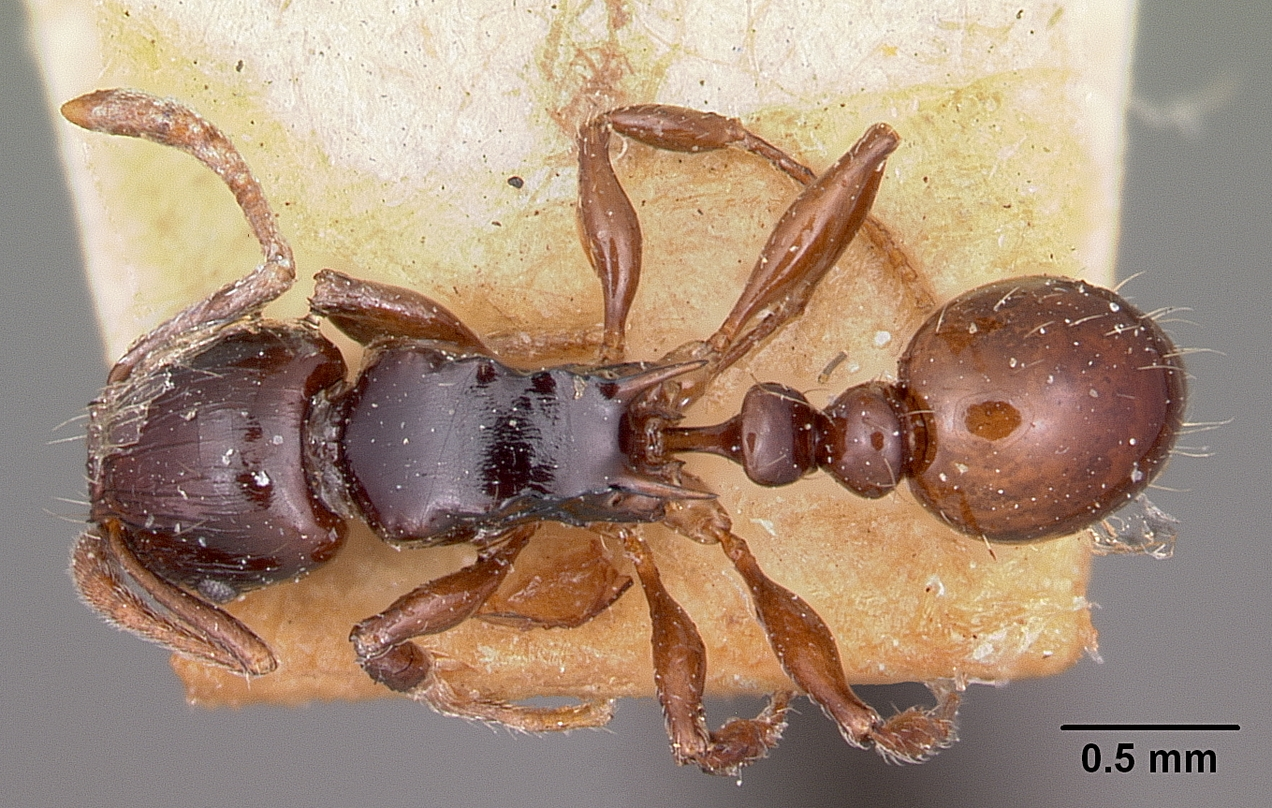
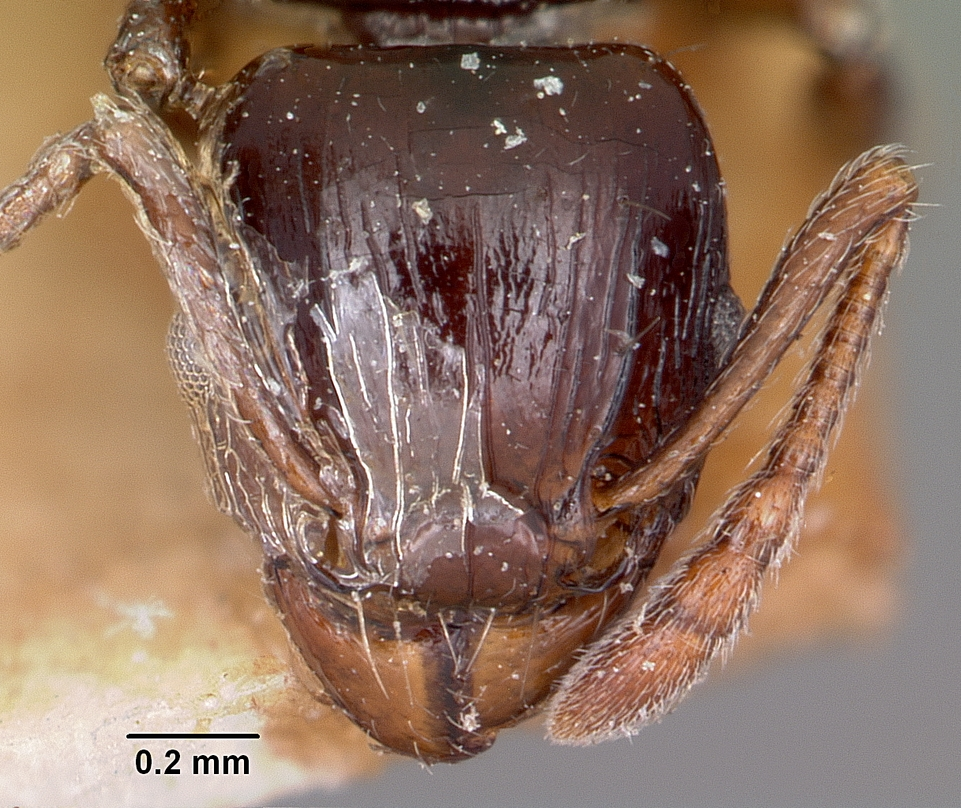